# RC Bonn-Rhein-Sieg
Der Rugby Club Bonn-Rhein-Sieg e. V., kurz RC Bonn-Rhein-Sieg oder RCBRS, ist ein deutscher Rugby-Verein aus der Stadt Bonn und dem Rhein-Sieg Kreis. Er entstand 1967 als Rugby-Abteilung und Teil des Bonner SC, ehe er sich später im Dezember 1997 aus finanziellen Gründen von den Rheinlöwen ablöste und einen eigenen Verein gründete. Als Teil des Bonner SC nahm der Verein von 1967 bis 1997 mehrfach am Spielbetrieb der Rugby-Bundesliga teil.

## Geschichte

### Als Abteilung des Bonner SC
Am 1. Februar 1967 gründeten Diplomaten um den Briten John Gysin, die schon seit 1960 als Bonn Casuals Rugby spielten, die Rugby-Abteilung des Bonner SC. Der damalige BSC-Vorsitzende, Otto Schumacher-Hellmold, unterstützte diese Initiative. Er untermauerte den Anspruch des frisch fusionierten Clubs, der zentrale Verein der Bundeshauptstadt zu werden, mit der Hereinnahme neuer Sportarten. Die Rugbyabteilung bestand anfangs aus 28 Mitgliedern, darunter 21 Diplomaten der Bonner Mannschaft, was den Aufbau erschwerte. Nach Gründung der Abteilung gelang der Aufstieg in die Oberliga Südwest. Anknüpfend an die Erfolge des Rugbysports in den 1960er Jahren in Bonn gelang 1971 der Aufstieg in die Bundesliga Gruppe Süd, der höchsten Klasse im deutschen Rugby.
Die sportliche Entwicklung des BSC war in den folgenden Jahren geprägt von Auf- und Abstiegen. Zunächst stieg man in die Oberliga 1974 ab, zwei Jahre später erfolgte für eine Saison die Rückkehr in die Bundesliga, danach kam der erneute Abstieg in die Oberliga. Nach etlichen erfolglosen Anläufen gelang 1987 wieder der Wechsel in die Erstklassigkeit, in der man bis 1991 verblieb. Die Teilung der Bundesliga in eine neue eingleisige Bundesliga und eine zweigleisige 2. Bundesliga warf den BSC für Jahre zurück in die Regionalliga. 1995 kehrte der BSC für ein Jahr in die 2. Bundesliga zurück. In der Saison 1997/98 spielte der BSC in der Regionalliga.
Die Rugbyabteilung des Bonner SC zählte bis zur Auflösung 135 Mitglieder. 1995 traten der Abteilungsleiter Rene Pierry und der Kassenwart Gerd Groß mit dem Ziel an, die wirtschaftliche Stabilität der Abteilung zu gewährleisten, was durch einen ausgeglichenen Haushalt erreicht wurde.
Finanzielle Schwierigkeiten des Hauptvereins und der Verlust der Gemeinnützigkeit zwangen die Abteilung, das Parkett einer langen Abteilungs-Tradition zu verlassen.
Im Dezember 1997 wurde der Rugby Club Bonn-Rhein-Sieg e.V. (RCBRS) aufgrund finanzieller Schwierigkeiten gegründet und die Verbindung zum Bonner SC aufgelöst. 1998 wurden die Rahmenbedingungen für die Teilnahme an der 2. Bundesliga verbessert, darunter eine intensivere Betreuung und eine modernisierte Materialausstattung der ersten Mannschaft.

### RC Bonn-Rhein-Sieg
Der RCBRS startete in der Saison 1998/99 in der 2. Bundesliga. In der Saison 2000/01 stieg der Verein durch eine ungeschlagene Saison als Tabellenführer in die 1. Rugby-Bundesliga auf. Allerdings erwies sich die 1. Bundesliga als zu anspruchsvoll, was zu zahlreichen Niederlagen führte, darunter einige sehr hohe. In der Saison 2001/02 verließ eine Anzahl von Spielern den Verein, was dazu führte, dass der RCBRS nur noch mit einer Mannschaft in der Verbandsliga NRW spielte.
In der Verbandsliga NRW war der RCBRS sehr erfolgreich und verlor nur ein Spiel gegen den RC Bielefeld (22:24). Im folgenden Jahr startete der Verein in der Regionalliga NRW und etablierte sich dort im oberen Mittelfeld. Ab der Saison 2005/06 zählte der RCBRS zusammen mit dem RC Aachen und den Düsseldorf Dragons zum Spitzentrio der Regionalliga, konnte jedoch vorerst keine Spitzenposition behaupten. In der folgenden Saison war der Verein wieder breit genug aufgestellt, um eine zweite Mannschaft in der Verbandsliga NRW zu melden.
In der Saison 2008/09 gab es deutliche Schwankungen in den Ergebnissen, darunter eine hohe Niederlage gegen Elmpt und ein klarer Sieg gegen Münster. Die Saison 2009/10 beendete der RCBRS auf dem zweiten Platz, knapp hinter dem RC Aachen, und stieg in die neu gegründete 3. Bundesliga Süd-West auf. Aufgrund zahlreicher Abgänge musste der Verein in dieser Liga mit wechselnden Spielern antreten und belegte am Ende den vorletzten Platz.
In der Saison 2011/12 musste die zweite Mannschaft wegen eines zu dünnen Spielerstamms wieder abgemeldet werden. Dies und mangelnde Konstanz führten dazu, dass die Saison auf dem sechsten Platz abgeschlossen wurde. Durch eine Ligareform trat die Herrenmannschaft, mittlerweile „Die Löwen“ genannt, ab der Saison 2012/13 in der 2. Bundesliga an. Nach teilweise desaströsen Ergebnissen entschied sich die Mannschaft in der Saison 2015/16, wieder in der Regionalliga zu starten, um einen Neuanfang zu schaffen.
Ab 2015 spielte die Herrenmannschaft erneut in der Regionalliga NRW und verfolgte den Plan, Eigengewächse und neue Spieler zu integrieren. Nach einer durchwachsenen Saison verpflichtete der Verein zur Saison 2017/18 den Neuseeländer Cieran Anderson als Headcoach. Unter seiner Leitung gewann der RCBRS in seiner Premierensaison ungeschlagen die Regionalligameisterschaft. Aufgrund des dünnen Spielerstamms entschied sich der Verein jedoch zunächst gegen einen Aufstieg in die 2. Bundesliga.
Nachdem die Löwen auch in der Saison 2018/19 ungeschlagen geblieben waren, entschloss sich der RCBRS zum Aufstieg in die 2. Bundesliga West. Der Start in die Saison 2019/20 war herausfordernd, doch die Mannschaft konnte sich schnell an das höhere Niveau anpassen und die ersten Bonuspunkte sammeln. Zur Vorbereitung auf die Rückrunde war ein Besuch des Lincoln RFC aus Chicago geplant, doch dieses Testspiel sowie die gesamte Rückrunde und die folgende Saison 2020/21 fielen der COVID-19-Pandemie zum Opfer.
Zusätzlich verließ Trainer Cieran Anderson den RCBRS, um neben Tätigkeiten bei Rugby Deutschland einen Profivertrag in Italien anzutreten. In der Folge übernahm Philipp Gerbecks, ein langjähriges Mitglied des Vereins, das Amt des Spielertrainers und führte die Löwen trotz eines pandemiebedingt stark verkleinerten Kaders durch zwei weitere Saisons in der 2. Bundesliga. Zur Saison 2023/24 entschied sich der RCBRS, die Mannschaft nicht mehr in der 2. Bundesliga zu melden und trat erneut in der Regionalliga NRW an.